# Хур-Ґярдан
Хур-Ґярдан (перс. خورگردان) — село в Ірані, у дегестані Реза-Махале, в Центральному бахші, шагрестані Рудсар остану Ґілян. За даними перепису 2006 року, його населення становило 12 осіб, що проживали у складі 5 сімей.